# Gocza Gudżabidze
Gocza Gudżabidze (gruz. გოჩა გუჯაბიდზე, ros. Гоча Гуджабидзе, ur. 7 lipca 1971 w Tbilisi) – gruziński piłkarz występujący na pozycji obrońcy lub pomocnika, reprezentant Gruzji.

## Kariera klubowa
Karierę na poziomie seniorskim rozpoczął w 1989 roku w Dinamo Tbilisi (Wyższa Liga ZSRR), nie rozegrał jednak w tym klubie żadnego ligowego meczu, występując w zespole rezerw. Po rozpadzie Związku Radzieckiego jako piłkarz Gurii Lanczchuti wziął udział w premierowym sezonie Umaglesi Ligi. W 1990 roku wywalczył Puchar Gruzji po zwycięstwie w meczu finałowym 1:0 nad Cchumi Suchumi oraz otrzymał od SPP wyróżnienie Odkrycie Sezonu 1990. Po 3 latach spędzonych jako gracz podstawowego składu Gurii kontynuował karierę w Alazani Gurdżaani, Baii Zugdidi oraz SK Samtredia. W sierpniu 1995 roku podpisał umowę z rosyjskim Rostsielmaszem Rostów nad Donem i rozegrał w jego barwach 13 spotkań w Wysszajej Lidze. Po jednej rundzie powrócił do Gruzji, gdzie występował w Kodako Tbilisi i TSU Tbilisi.
Przed sezonem 1997/98 Gudżabidze został piłkarzem KSZO Ostrowiec Świętokrzyski. 20 września 1997 zadebiutował w I lidze w przegranym 0:2 meczu z Polonią Warszawa. Oprócz tego rozegrał jeszcze jedno ligowe spotkanie i po niedługim okresie władze klubu zdecydowały się rozwiązać z nim kontrakt. Od 1998 roku występował w rodzimych zespołach: Dinamo Batumi, Merani-91 Tbilisi, Gurii Lanczchuti oraz Czichurze Saczchere, która była ostatnim klubem w jego profesjonalnej karierze.

## Kariera reprezentacyjna
6 września 1995 zaliczył jedno spotkanie w reprezentacji Gruzji w przegranym 1:4 meczu z Niemcami w ramach eliminacji do Mistrzostw Europy 1996.

## Sukcesy
Guria Lanczchuti
- Puchar Gruzji: 1990